# Kalapet
 (juillet 2025).
 (avril 2021).
Kalapet, ou Kalapettai, est un village et une enclave du territoire de l'Union de Pondichéry, en Inde. Il a été annexé par les Français en 1703 et fait depuis lors partie du territoire de l'Union de Pondichéry dans le district de Pondichéry.

## Emplacement
Kalapet est l'enclave la plus au nord du district de Pondichéry et est entourée sur trois côtés par le district de Viluppuram (notamment frontalier à Auroville et Kuilappalayam) du Tamil Nadu et limité à l'est par le golfe du Bengale. Il est coupé du reste de Pondichéry par l'état du Tamil Nadu. Il est situé le long de la route de la côte est (ECR).
C'est l'emplacement de la prison centrale de Pondichéry et de l'université de Pondichéry.